# 米田町 (姫路市)
米田町（よねだまち）は、兵庫県姫路市の町名。住居表示未実施。郵便番号は670-0042。

## 歴史
米田町は、龍野町1丁目に続く国道南北の筋である。池田家配地の時、米字街を作りこの所に瓦屋町があったのを廃して町名を立てた。

## 世帯数と人口
2021年（令和3年）12月31日現在の世帯数と人口は以下の通りである。
| 丁目   | 世帯数 | 人口  |
| ------ | ------ | ----- |
| 米田町 | 70世帯 | 117人 |

### 世帯数と人口の遷移
『姫路市統計一斑 明治31-33年』（1902年印刷・発行）によれば、米田町の戸数、人口（1898年）は87・360である。『姫路誌』（1912年印刷・発行）によれば、63・277である。2017年6月末の世帯数・人口は66・126。

## 小・中学校の学区
市立小・中学校に通う場合、学区は以下の通りとなる。
| 番地 | 小学校             | 中学校             |
| ---- | ------------------ | ------------------ |
| 全域 | 姫路市立船場小学校 | 姫路市立琴陵中学校 |

## 経済

### 産業
『姫路飾磨神崎紳士大鑑』、『実業家案内』、『関西実業名鑑 明治40年』などによると、かつて米田町に居住した商工業者は和洋蝋燭の井坂、玩具の川島、呉服、金欄、裂地卸商の岡崎、砂糖商の黒田、菓子卸売業の高田、セメント石灰、建築材料、ペンキ絵具商の本庄、和洋菓子、内外砂糖商の岡、荒物漆器玩具の川島、金貸しの本庄などがいた。
店舗・企業
- 高砂屋三左衛門本店
- 土井地所
- 原田光明堂（仏壇仏具製造卸・稚児衣装）

かつて存在した店舗・企業
- 旭農塲合資会社[14] - 設立は1894年9月[14]。営業の目的は土地開墾農産物販売[14]。
- 神戸仏具店[11]
- 神戸金物合資会社[11]
- 姫路船場無尽[15]
- 川島儀商店（荒物販売業）[12]
- 高田商店（菓子卸売業）[12]
- 矢倉鮓[11]
- 吉田商店（高等洋服商）[13]
- 茶用精撰 御菓子調進 吉田徳潤堂[11]
- 薬種商 山本進盛堂 薬房[11]

## 地域

### 健康
医療機関
- 有方歯科医院
- 末廣歯科

薬剤師
- 吉田乙女[11]

## 出身・ゆかりのある人物
- 岡久治（政治家）[10] - 市会議長。
- 岡玖平（政治家、実業家、名望家[16]） - 姫路銀行頭取、市会議員、市参事会員等を務める。
- 蟹江寿一郎（政治家）[10][17] - 県会議員。

## 交通

### 道路
- 国道2号

## 施設
- 船場東ビル